# Флорианополис (микрорегион)
Флорианополис е микрорегион в регион Гранде Флорианополис, щата Санта Катарина, Бразилия с обща площ 2488.592 км² и население 842 627 души (2006). Административен център е щатската столица — град Флорианополис.

## Административно деление
Микрорегионът се поделя на 9 общини:
- Антониу Карлус
- Бигуасу
- Флорианополис
- Говернадор Селсу Рамус
- Пальоса
- Паулу Лопис
- Санту Амару да Императрис
- Сау Жузе
- Сау Педру ди Алкантара